# Линкольн (округ, Вайоминг)
Округ Линкольн (англ. Lincoln County) — округ, расположенный в штате Вайоминг (США) с населением в 14 573 человек по статистическим данным переписи 2000 года.
Столица округа находится в городе Кеммерер.

## История
Округ Линкольн был образован в 1911 году.

## География
По данным Бюро переписи населения США округ Линкольн имеет общую площадь в 10 590 квадратных километров, из которых 10 539 кв. километров занимает земля и 52 кв. километров — вода. Площадь водных ресурсов округа составляет 0,49 % от всей его площади.

### Национальные охраняемые территории
- Национальный заповедник Бриджер-Титон (часть)
- Национальный заповедник Карибу-Тархи (часть)
- Национальный резерват Коквилл-Медоуз
- Национальный памятник Фоссил-Бутт

### Соседние округа
- Титон — север
- Сублетт — северо-восток
- Суитуотер — восток
- Юинта — юг
- Рич (Юта) — юго-запад
- Бэр-Лейк (Айдахо) — запад
- Бонневилл (округ) (Айдахо) — северо-запад
- Карибу (Айдахо) — северо-запад

## Демография

Распределение населения округа Линкольн по возрастным диапазонам

По данным переписи населения 2000 года в округе Линкольн проживало 14 573 человек, 3949 семей, насчитывалось 5266 домашних хозяйств и 6831 жилой дом. Средняя плотность населения составляла 1 человек на один квадратный километр. Расовый состав округа по данным переписи распределился следующим образом: 97,15 % белых, 0,10 % чёрных или афроамериканцев, 0,57 % коренных американцев, 0,23 % азиатов, 0,05 % выходцев с тихоокеанских островов, 1,19 % смешанных рас, 0,71 % — других народностей. Испано- и латиноамериканцы составили 2,16 % от всех жителей округа.
Из 5 266 домашних хозяйств в 36,5 % — воспитывали детей в возрасте до 18 лет, 66,7 % представляли собой совместно проживающие супружеские пары, в 5,1 % семей женщины проживали без мужей, 25,0 % не имели семей. 21,0 % от общего числа семей на момент переписи жили самостоятельно, при этом 7,9 % составили одинокие пожилые люди в возрасте 65 лет и старше. Средний размер домашнего хозяйства составил 2,75 человек, а средний размер семьи — 3,23 человек.
Население округа по возрастному диапазону по данным переписи 2000 года распределилось следующим образом: 30,9 % — жители младше 18 лет, 7,2 % — между 18 и 24 годами, 25,4 % — от 25 до 44 лет, 24,2 % — от 45 до 64 лет и 12,4 % — в возрасте 65 лет и старше. Средний возраст жителей округа составил 37 лет. На каждые 100 женщин в округе приходилось 102,0 мужчин, при этом на каждых сто женщин 18 лет и старше приходилось 101,3 мужчин также старше 18 лет.
Средний доход на одно домашнее хозяйство в округе составил 40 794 доллара США, а средний доход на одну семью в округе — 44 919 долларов. При этом мужчины имели средний доход в 37 353 доллара в год против 20 928 долларов среднегодового дохода у женщин. Доход на душу населения в округе составил 17 533 доллара в год. 6,4 % от всего числа семей в округе и 9,0 % от всей численности населения находилось на момент переписи населения за чертой бедности, при этом 11,6 % из них были моложе 18 лет и 6,4 % — в возрасте 65 лет и старше.

## Населённые пункты

### Административный центр
- Кеммерер

### Города
| - Афтон - Алпайн - Коквилл | - Даймондвилл - Ла-Бардж - Опал | - Стар-Валли-Ранч - Тайн |

### Статистически обособленные местности
| - Алпайн-Нортист - Алпайн-Нортуэст - Оберн - Бедфорд - Этна | - Фэрвью - Фонтенелл - Гровер - Окли | - Смут - Тейлор - Терневилл |

### Другие
- Фридом
- Фронтир